# Tiago Ilori
Tiago Abiola Delfim Almeida Ilori (* 26. Februar 1993 in London) ist ein portugiesischer Fußballspieler britischer Herkunft, der aktuell als Leihspieler von Sporting Lissabon bei Boavista Porto unter Vertrag steht.

## Vereinskarriere
Seit seiner Jugend spielte Tiago Ilori für Sporting Lissabon. Nachdem er verschiedene Jugendmannschaften des portugiesischen Spitzenklubs durchlaufen hatte, kam er in der Saison 2011/12 zu seinen ersten Einsätzen in der Primeira Liga. Er debütierte im Spiel gegen União Leiria am 6. November 2011. Er kam in dieser Saison insgesamt zwölf Mal in der ersten Mannschaft sowie 20 Mal in der zweiten Mannschaft in der Segunda Liga zum Einsatz.
Im Sommer 2013 wechselte er für 8,25 Millionen Euro zum englischen Erstligisten FC Liverpool. Nachdem Ilori bis zur Winterpause kein einziges Spiel absolviert hatte, wurde er im Januar 2014 bis zum Saisonende in die spanische Primera División an den FC Granada verliehen.
Am 18. August 2014 wurde Ilori bis zum Ende der Saison 2014/15 in die französische Ligue 1 an Girondins Bordeaux ausgeliehen. Neben zwölf Ligue-1-Einsätzen, in denen Ilori ein Tor erzielte, kam er zu einem Einsatz in der zweiten Mannschaft in der viertklassigen CFA.
Zur Saison 2015/16 kehrte Ilori zunächst nach Liverpool zurück, kam aber nur zu zwei Einsätzen in der U-21. Am letzten Tag der Sommertransferperiode 2015 wurde er bis zum Saisonende an Aston Villa verliehen. Villa sicherte sich zudem eine Kaufoption. Dort kam er bis Anfang Januar 2016 aber nur zu drei Einsätzen in der U-21.
Aufgrund einer Verletztenmisere beim FC Liverpool – mit Dejan Lovren, Mamadou Sakho, Martin Škrtel und Kolo Touré fielen zu diesem Zeitpunkt alle vier etatmäßigen Innenverteidiger aus – beorderte ihn Trainer Jürgen Klopp am 8. Januar 2016 zurück nach Liverpool, nachdem Ilori zuvor kein einziges Spiel für Aston Villa absolviert hatte. Noch am selben Tag debütierte er im Trikot des FC Liverpool, als er beim 2:2-Unentschieden in der dritten Hauptrunde des FA Cup gegen den Viertligisten Exeter City in der Startelf stand. In der ersten Mannschaft folgten bis zum Saisonende noch zwei Einsätze im FA-Cup, zudem kam er zu sechs Einsätzen in der U-21.
Nachdem Ilori in der Saison 2016/17 nur in der U-23 zum Einsatz gekommen war, wechselte er am 18. Januar 2017 zum Zweitligisten FC Reading. Dort absolvierte er 53 Ligaspiele und wechselte 2019 zu seinem Jugendverein Sporting Lissabon. 2021 erfolgte eine halbjährige Leihe zum FC Lorient. Im Anschluss folgte eine weitere Leihe, dieses Mal für ein Jahr an Boavista Porto.

## Nationalmannschaft
Tiago Ilori spielte für mehrere portugiesische Nachwuchsnationalmannschaften. Bei den Olympischen Spielen 2016 in Rio de Janeiro gehört er zum portugiesischen Aufgebot.